# Brissopsis pacifica
Brissopsis pacifica is een zee-egel uit de familie Brissidae.
De wetenschappelijke naam van de soort werd in 1898 gepubliceerd door Alexander Agassiz.